# Comberanche-et-Épeluche
Comberanche-et-Épeluche är en kommun i departementet Dordogne i regionen Nouvelle-Aquitaine i sydvästra Frankrike. Kommunen ligger i kantonen Ribérac som tillhör arrondissementet Périgueux. År 2022 hade Comberanche-et-Épeluche 165 invånare.

## Befolkningsutveckling
Antalet invånare i kommunen Comberanche-et-Épeluche
Referens:INSEE